# Ayvaköy, Nilüfer
Ayvaköy là một xã thuộc quận Nilüfer, tỉnh Bursa, Thổ Nhĩ Kỳ. Dân số thời điểm năm 2011 là 152 người.